# Minyedeippa
Minyedeippa (tiếng Miến Điện: မင်းရဲဒိဗ္ဗ, phát âm [mɪ́ɰ̃jɛ́ deiʔpa̰], còn được viết là Minredeippa hoặc Minyedaikpa; 1608 – 25 tháng 11 năm 1630) là vị vua thứ bảy của triều Toungoo thuộc Miến Điện. Ông lên ngôi vào tháng 7 năm 1628 sau khi ám sát cha mình là vua Anaukpetlun, người đã phát giác Minyedeippa quan hệ với một trong những phi tần của ông, con gái của Sawbwa Kengtung. Anaukpetlun đã nghiêm khắc mắng mỏ hoàng tử trẻ rằng những gì ông đã làm là phản quốc và đáng bị thiêu sống.